# 남인도 요리
남인도 요리는 남인도의 6주(타밀나두주, 안드라프라데시주, 카르나타카주, 케랄라주, 텔랑가나주)와 연방 직할지인 락샤드위프, 폰디체리, 안다만 니코바르 제도의 요리가 포함된다. 5개 주에는 채식 및 비채식 음식이 있다. 또한 모든 지역에는 해당 지역에서 잘 알려진 대표적인 메인 요리, 간식, 가벼운 식사, 디저트, 음료가 있다.
남인도의 지역 요리는 다음과 같다.
- 안드라 요리
- 텔랑가나 요리
- 타밀나두 요리
- 카르나타카 요리
- 케랄라 요리
- 락샤드위프 요리

이 주들에는 여러 지역별 하위 유형의 요리도 있다. 우두피 요리, 체티나드 요리, 하이데라바드 요리, 탈라세리 요리, 망갈로르 가톨릭 요리 등 주목할 만한 지역별 하위 유형에는 다음이 포함된다. 남인도 요리는 지리적 위치와 문화가 유사하여 스리랑카, 몰디브 요리와 많은 유사점을 공유하며, 역사적 이주로 인해 미얀마, 싱가포르, 말레이시아, 인도네시아 및 남아프리카 공화국 요리와 일부 유사점을 공유한다.

## 초기 요리 문헌
요리 역사가 K. T. 아차야와 암미니 라마찬드란에 따르면, 기원전 3세기에서 서기 3세기로 거슬러 올라가는 고대 상감 문학은 상감 시대의 음식과 조리법에 대한 초기 언급을 제공하는데, 그것은 왕궁에서의 잔치, 마을과 시골에서의 식사, 숲의 작은 마을, 순례, 여행 중의 휴게소 등에 관한 것들이다. 그것은 다양한 풍경과 그곳에 거주하는 사람들의 요리, 그들이 어떻게 음식을 준비했는지, 그리고 그들이 손님들에게 무엇을 대접했는지를 자세히 묘사한다. 예를 들어 시인 아바이야르는 그녀의 푸짐한 여름 점심식사를 "찜밥, 훈제하고 으깬 가지와 톡 쏘는 거품이 나는 버터밀크"라고 설명하고, 무다타마 칸니야르라는 시인은 "염소고기꼬치, 바삭바삭한 튀긴 야채, 쌀 및 16가지가 넘는 요리"를 촐라 왕궁에서 대접받은 왕실 점심식사의 일부로 설명한다. 상감 문학은 또한 여러 가지 다른 종류의 접시에 음식을 담고 여러 그릇과 함께 탈리를 먹는 것에 대한 언급을 제공한다. 티루넬벨리와 같은 상감 시대 고고학 유적지들은 상감 본문에서 묘사된 탈리 표현에 사용되었을 가능성이 있는 "장식용 그릇 뚜껑이 있는 장식용 화병 받침대, 그릇, 항아리 및 컵"을 포함한 주목할 만한 가정용 청동기 도구들을 발견했다.
로코파카라(1025년), 마나솔라사(1130년), 수파 샤스트라(1508년), 보자나 쿠투할라(1675년), 시바타바 라트나카라(1699년) 등 여러 유명한 인도 요리책이 중세 남인도에서 쓰여졌다. 이 요리책들은 자이나교 채식주의 요리책인 수파 샤스트라를 제외하고 채식주의와 비채식주의 요리를 모두 포함하고 있다.

## 해상 무역
고전기에 인도의 향신료가 서양으로 전파되는 데는 인도양 무역이 중요한 역할을 했다. 인도의 말라바르 해안은 흑후추의 원산지이며, 말라바르 후추는 그곳에서 광범위하게 재배된다. 고전기에 인도 남서부 해안의 고대 항구 무지리스는 흑후추, 계피, 카다몬과 같은 향신료와 백단향, 침향 같은 향기로운 나무들이 거래되던 인도-로마 무역망의 일부였다. 서기 15세기 말부터 시작된 대항해시대 이전의 중세 시대에 말라바르 해안의 캘리컷 왕국(코지코드)은 홍해와 유럽에 대한 인도 후추 수출의 중심지였으며, 아랍 무역상들이 특히 활발하게 활동했다. 토마토와 고추는 포르투갈들에 의해 소개되었고, 한때 이름이 붙여졌던 "영국 야채"(양배추, 콜리플라워, 순무 등)는 1800년대 후반에 지역 요리의 일부가 되었다.

## 갤러리

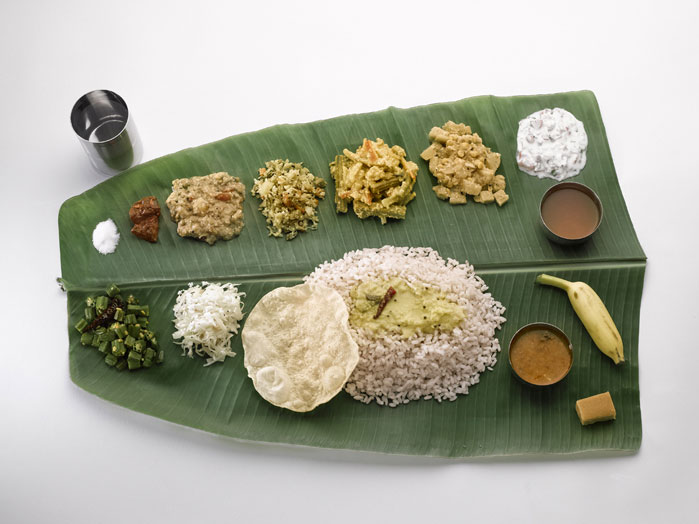
바나나 잎을 곁들인 남인도식 채식 식사
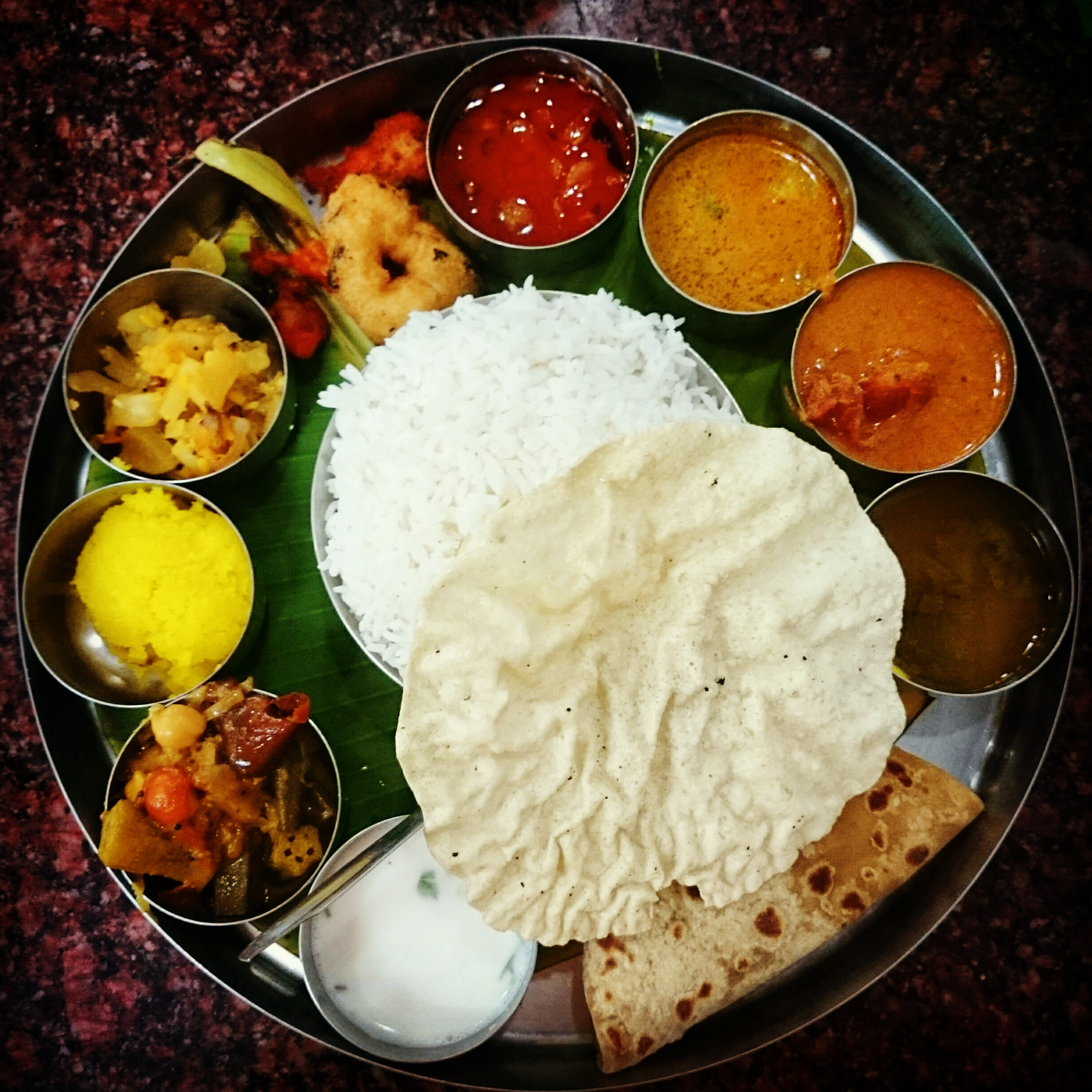
비채식적인 남인도 보고자남 탈리
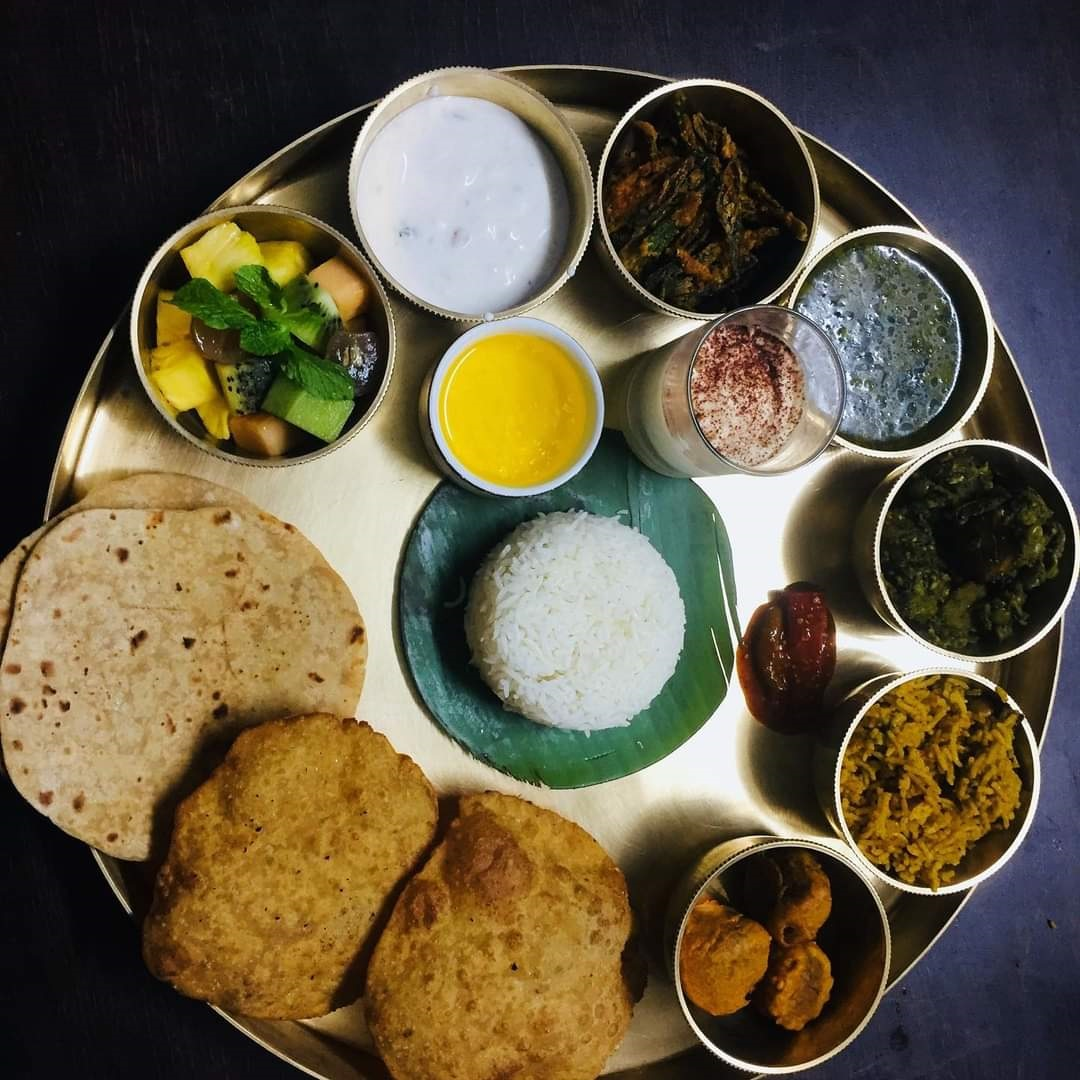
청동기 탈리로 제공되는 남인도식 식사
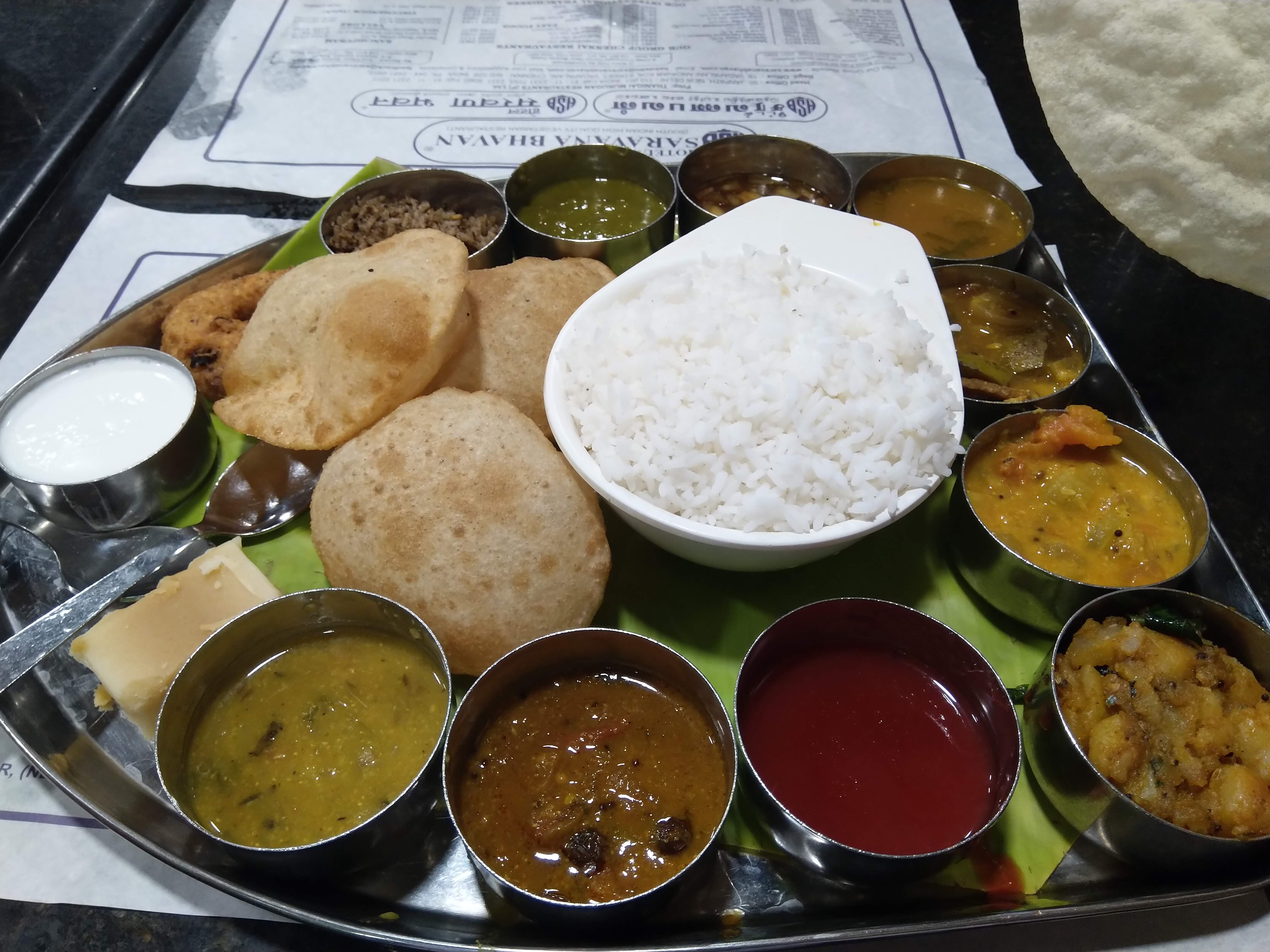
식당의 남인도 탈리
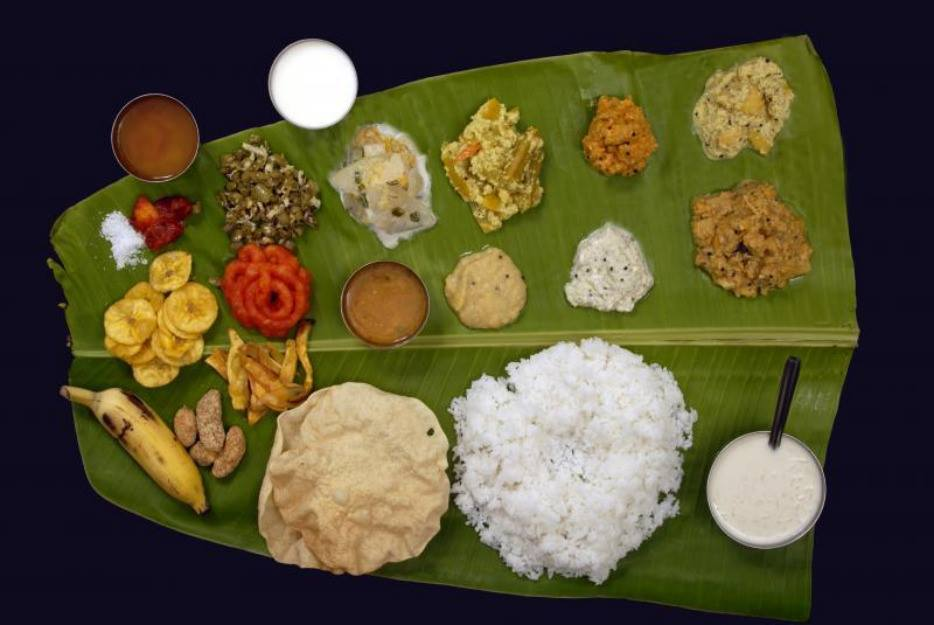
바나나잎에 올려진 남인도 요리
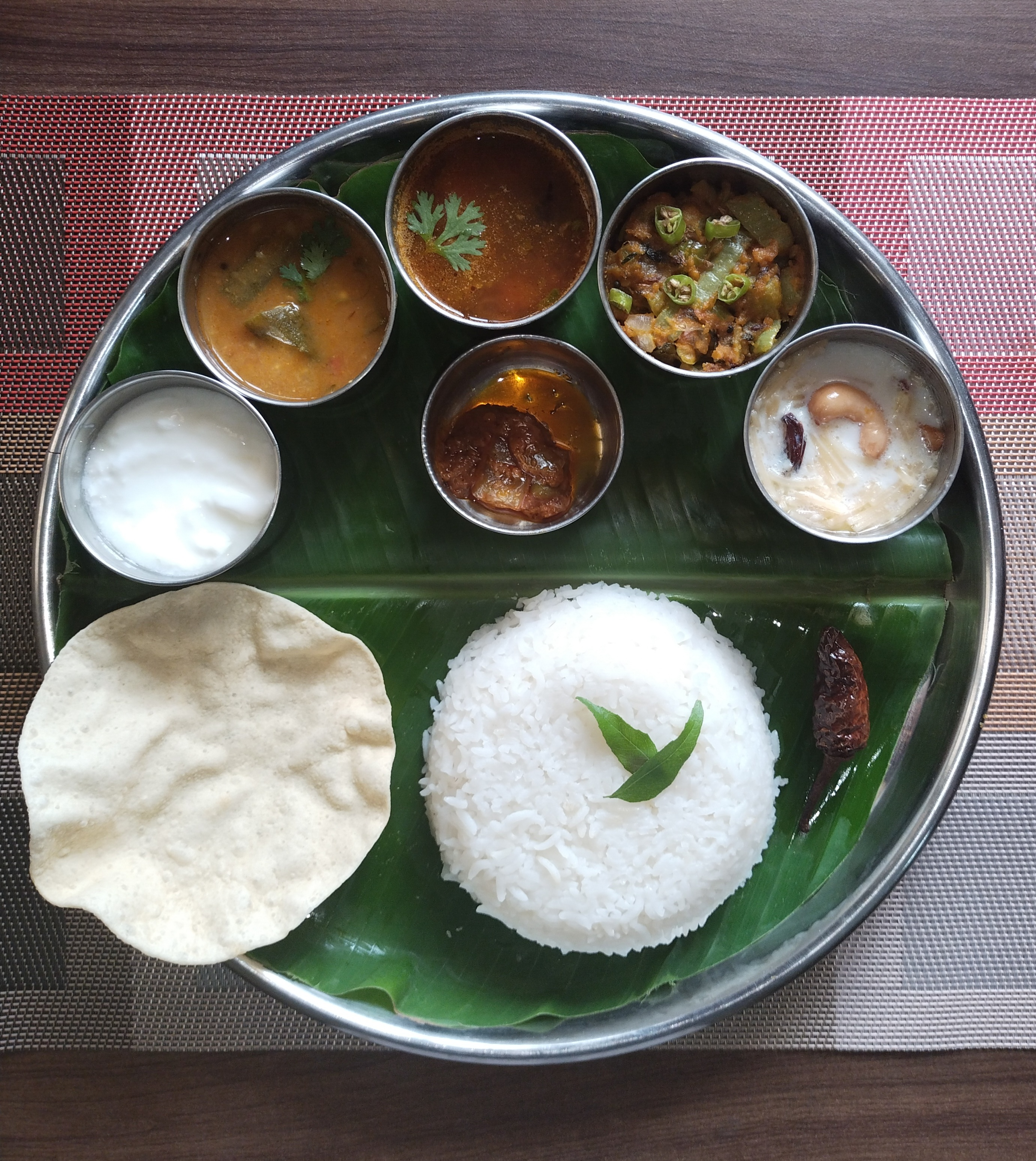
남인도 탈리, 쌀은 남인도의 주식이다.
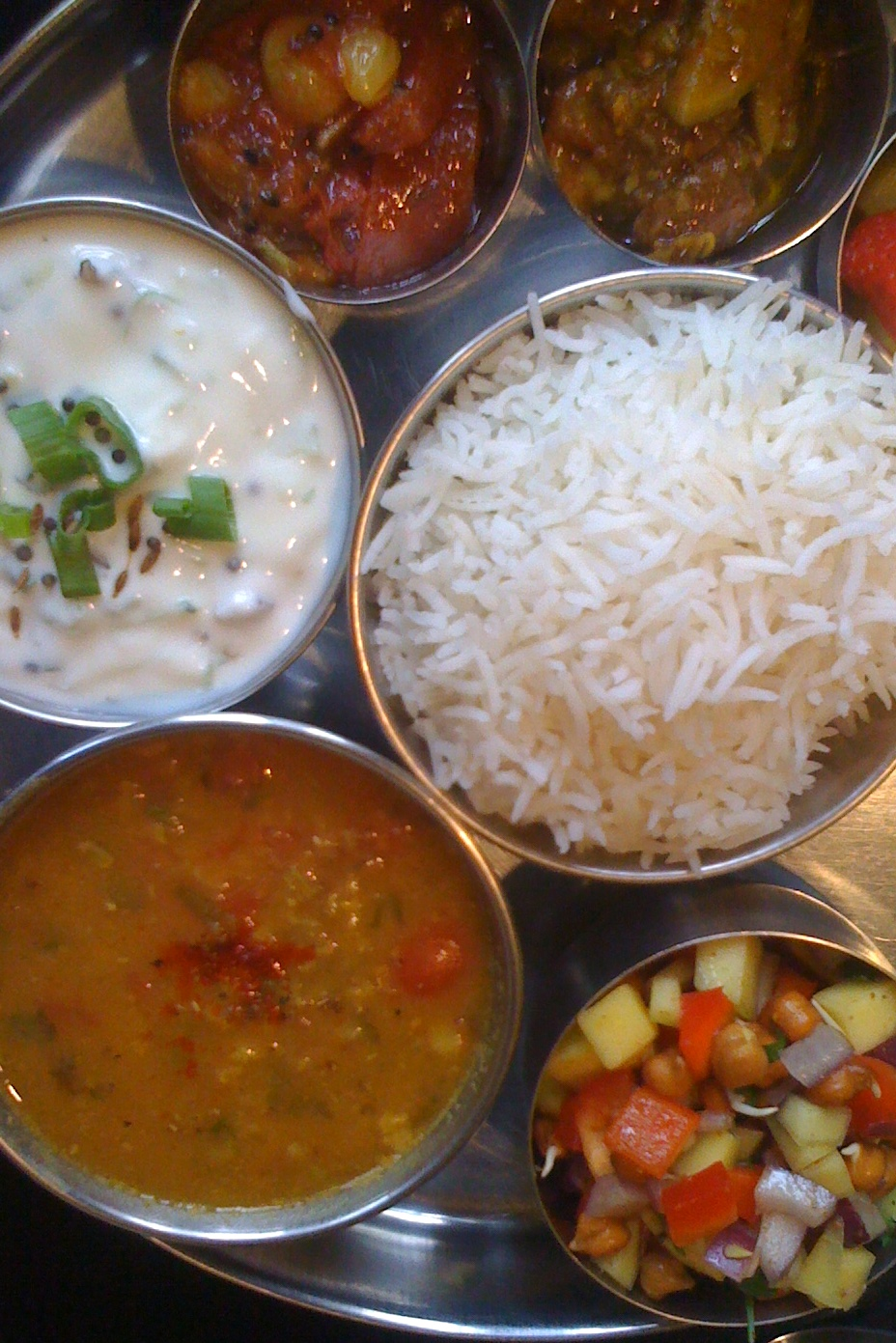
남인도식 탈리와 밥 반찬
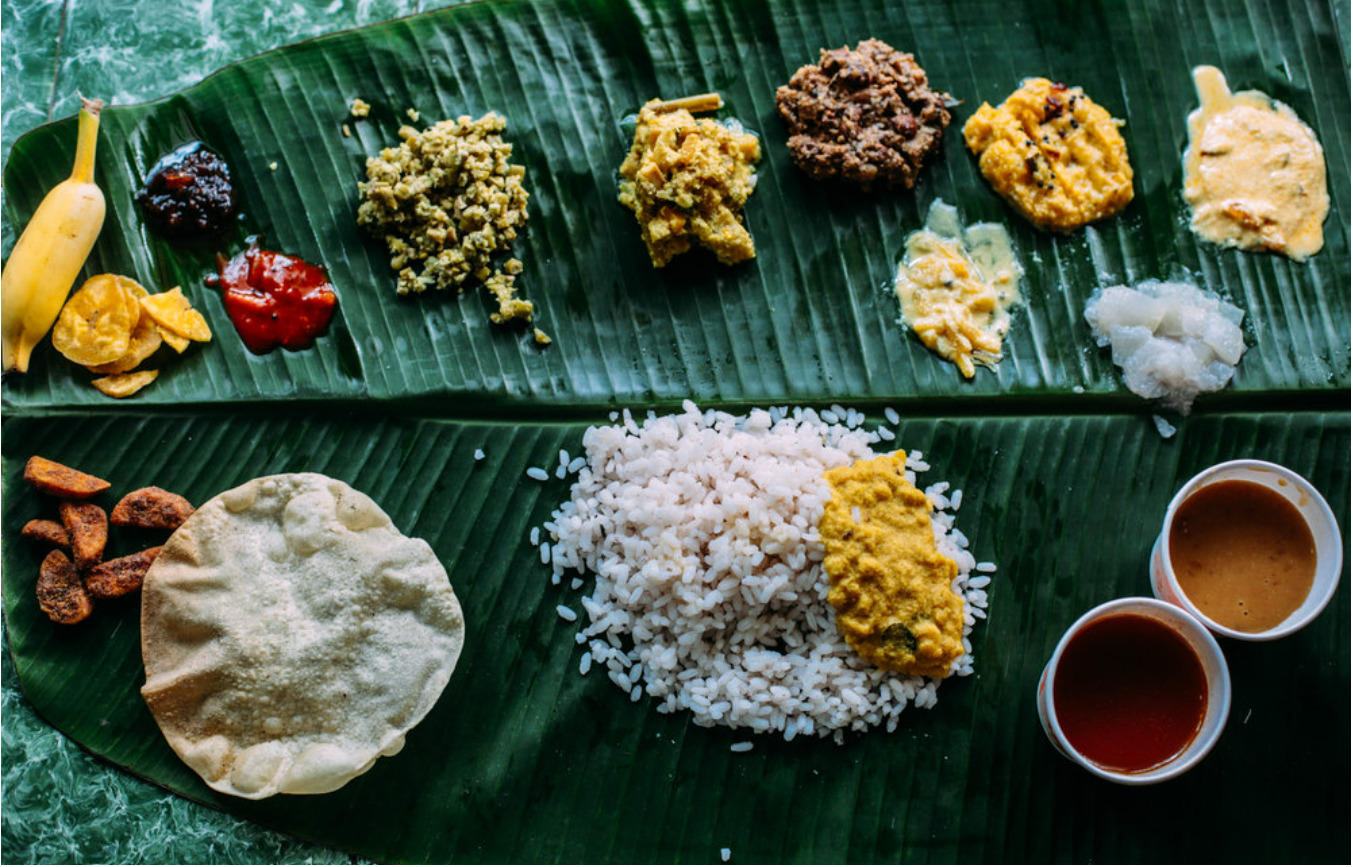
바나나잎에 올려진 남인도 요리
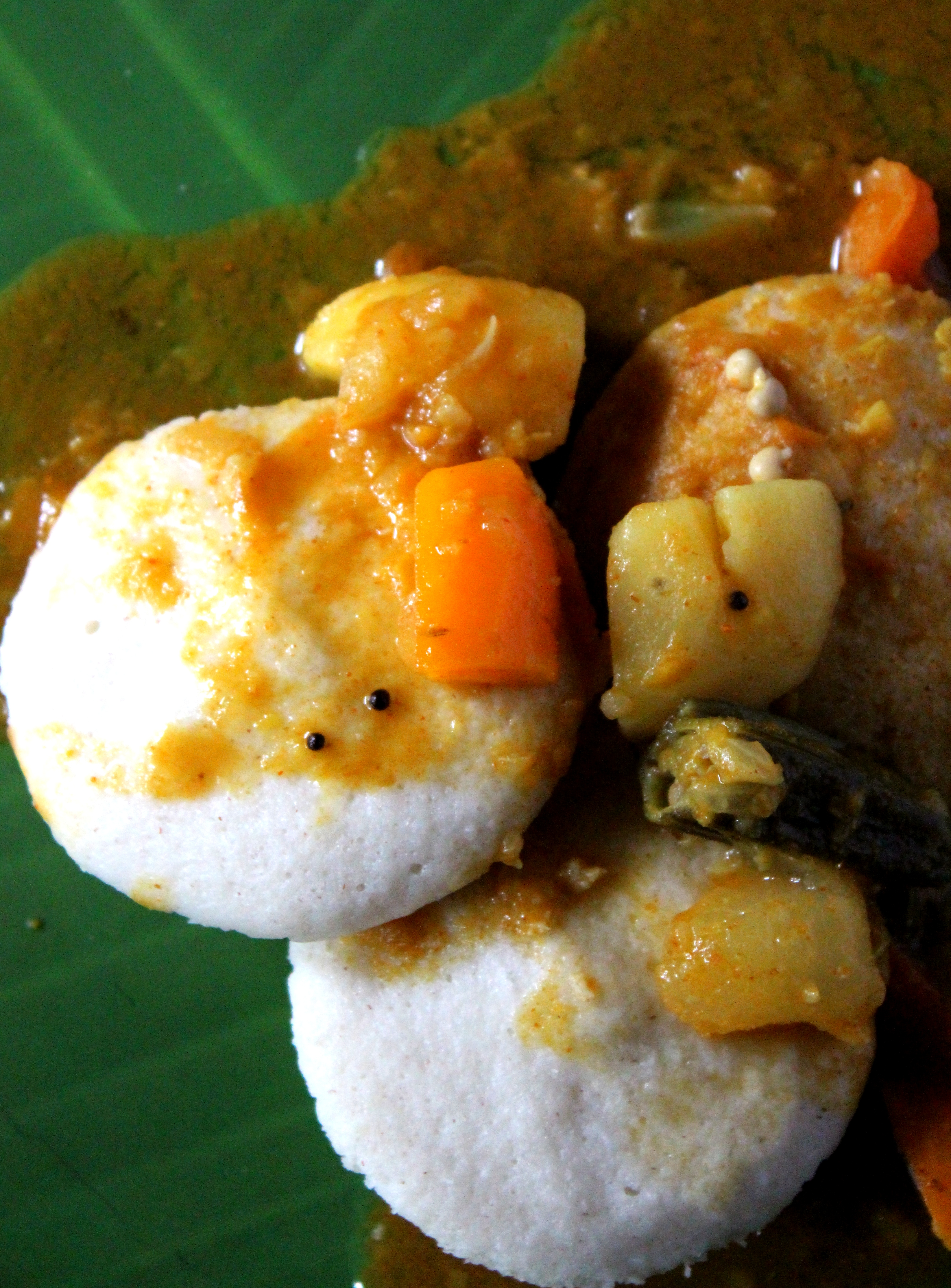
이들리와 삼바르, 전형적인 남인도의 아침 식사 요리이다.
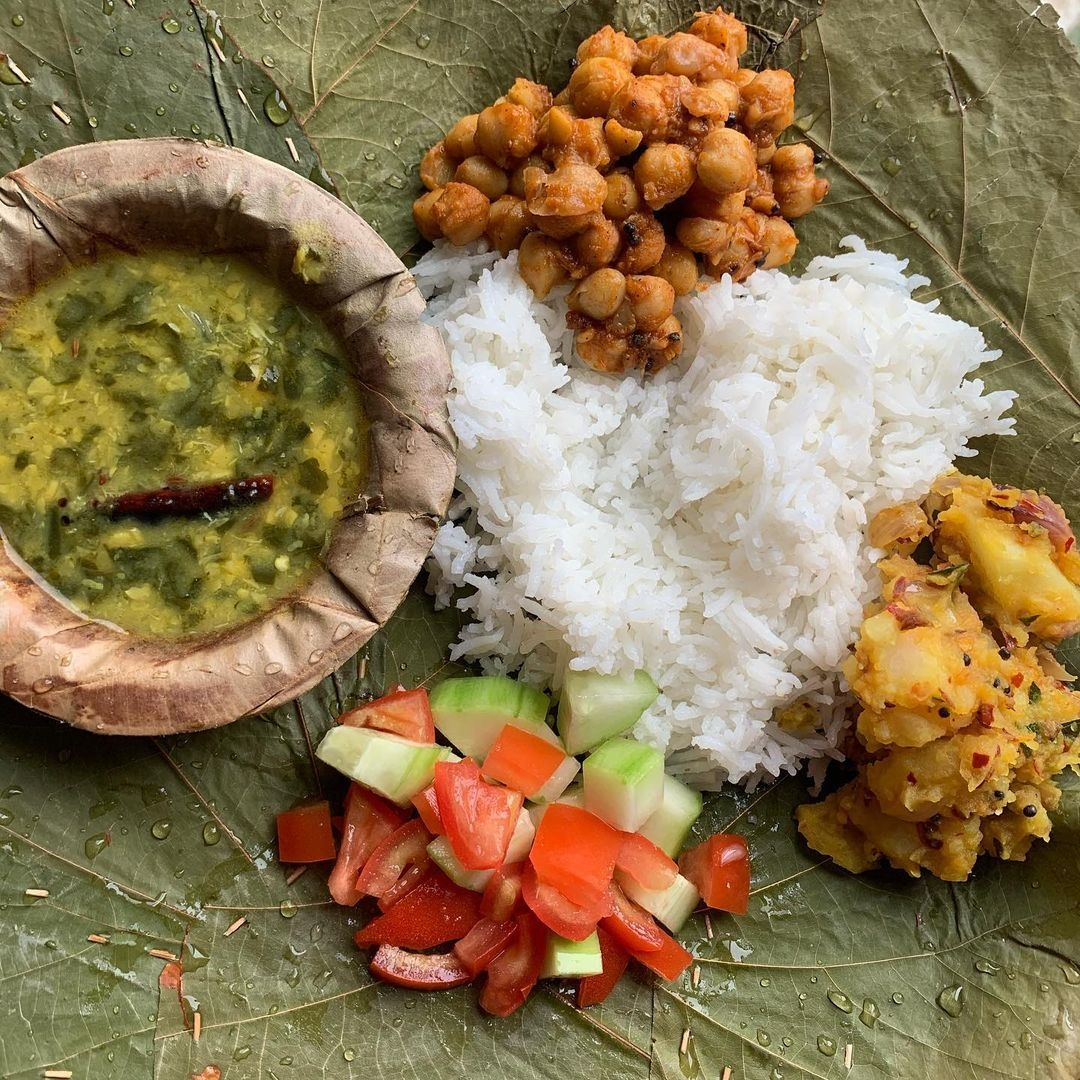
말린 만타라이라이 일라이를 곁들인 남인도 식사
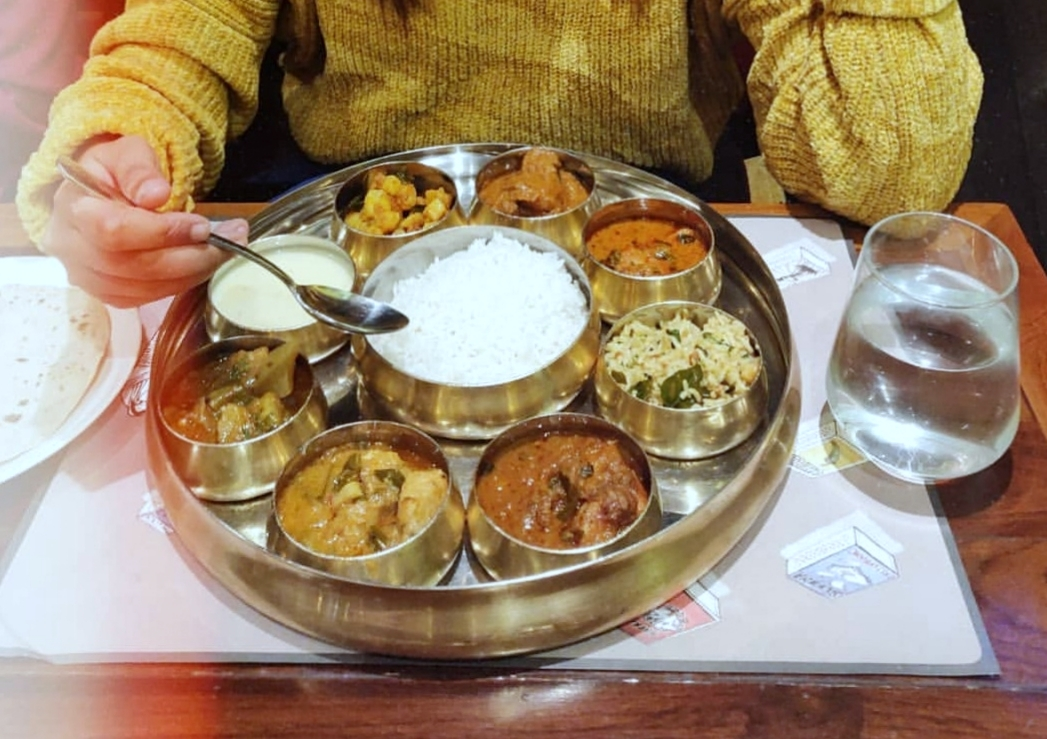
레스토랑의 비채식 안드라-텔랑가나 탈리.
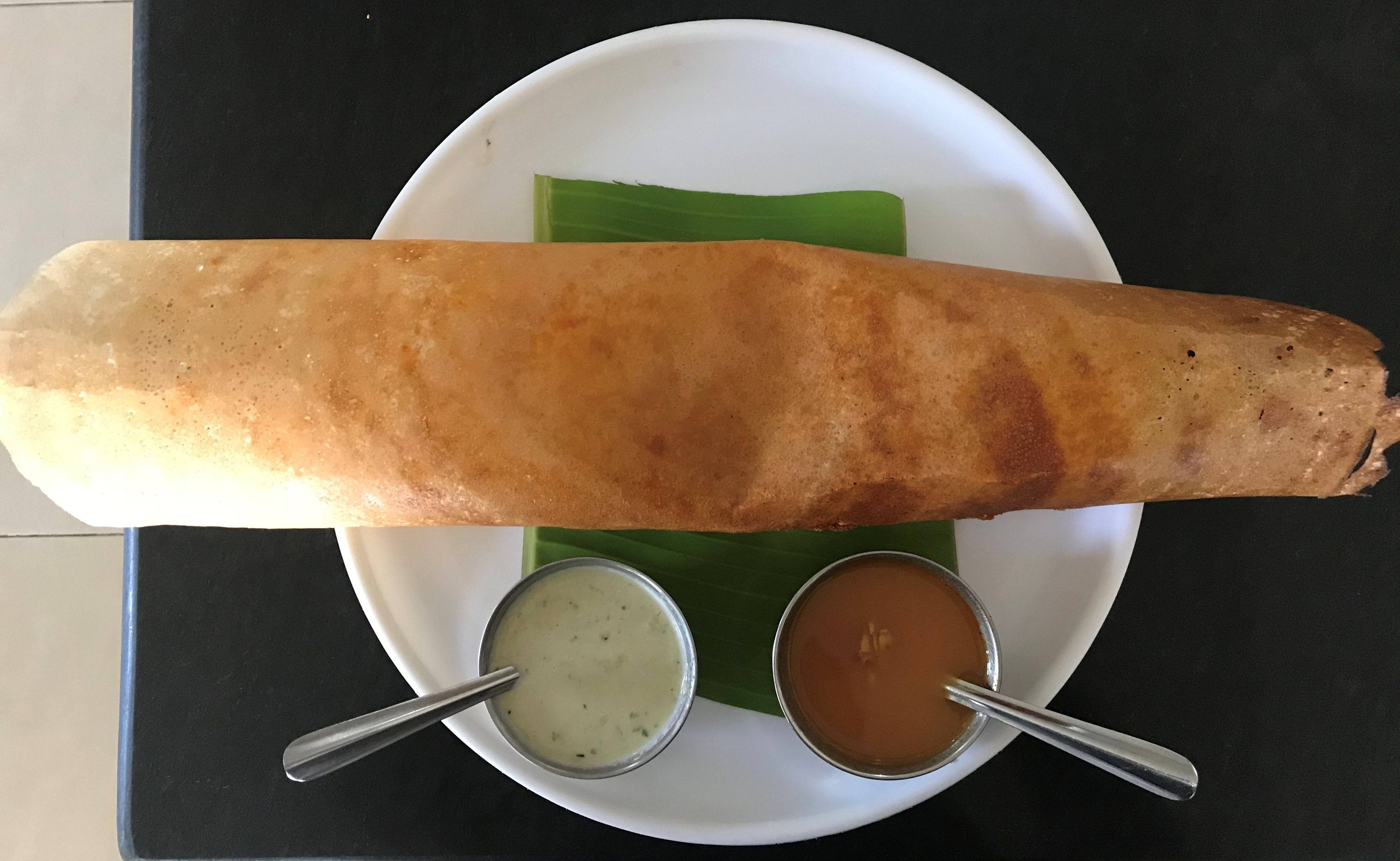
남인도의 아침 식사 요리인 도사